# مالکولم پیچ (قایقران قایق بادبانی)
مالکولم پیچ (انگلیسی: Malcolm Page؛ زادهٔ ۲۲ مارس ۱۹۷۲) قایقران قایق بادبانی اهل استرالیا بود.